# Karthik Raja
Karthik Raja  (Tamil: கார்த்திக் ராஜா; 29 de junio de 1973, en Chennai, Tamil Nadu), es un músico, compositor de películas, director musical, cantante y artista de piano indio. Hizo su debut como compositor de música para la película en lengua Tamil titulado "Alexander"......

## Biografía
Karthik Raja es hijo mayor del músico Ilaiyaraaja y Jeeva. Su hermano del medio es Yuvan Shankar Raja y su hermana menor Bhavatharini, que también son directores del Kollywood music y cantantes de playback o reproducción, han trabajado con él en proyectos importantes. Él se graduó de la Escuela de San Beda, en Chennai. El 8 de junio de 2000, se casó con Karthik Raja Raja Rajeswari en Tirupati, Andhra Pradesh, India.

## Carrera
Nacido en el seno de una familia de músicos, tenía varios tipos de exposición en la música a una edad muy temprana. Se formó en música clásica occidental en la escuela "Trinity School of Music", sobre todo especializado en piano (afiliado a John Jacob). Él también tenía formación en  música de Carnatic, que era difundida por dos canales de televisión como Gopalakrishnan y Dakshina Murthy Swami. Incluso hoy en día se obtiene una mayor parte de su inspiración de la música clásica (occidental y de la India) y como también en el jazz.

## Discografía

### Películas en bandas sonoras
| Año  | Película                   | Idioma  | Notas                                                 |
| ---- | -------------------------- | ------- | ----------------------------------------------------- |
| 2011 | Veyilodu Velayadu          | Tamil   | (Filming - July 2011)                                 |
| 2010 | Rettaisuzhi                | Tamil   |                                                       |
| 2009 | Anything For You           | English |                                                       |
| 2009 | Achamundu Achamundu        | Tamil   |                                                       |
| 2008 | Chakkara Viyugam           | Tamil   |                                                       |
| 2008 | Mukhbiir                   | Hindi   |                                                       |
| 2008 | Maamadurai                 | Tamil   |                                                       |
| 2007 | Oru Ponnu Oru Paiyan       | Tamil   |                                                       |
| 2007 | Murugaa                    | Tamil   |                                                       |
| 2007 | Manathodu Mazhaikalam      | Tamil   |                                                       |
| 2006 | Thullura Vayasu            | Tamil   |                                                       |
| 2006 | Naalai                     | Tamil   |                                                       |
| 2006 | Mercury Pookkal            | Tamil   |                                                       |
| 2005 | Neranja Manasu             | Tamil   |                                                       |
| 2004 | Rightaa Thappaa            | Tamil   |                                                       |
| 2004 | Kudaikul Mazhai            | Tamil   |                                                       |
| 2004 | Singara Chennai            | Tamil   |                                                       |
| 2003 | Ragasiyamai                | Tamil   |                                                       |
| 2003 | Inii                       | Tamil   | (Short feature film)                                  |
| 2003 | Pudhiya Geethai            | Tamil   | (Background Score only)                               |
| 2002 | Three Roses                | Tamil   |                                                       |
| 2002 | Album                      | Tamil   |                                                       |
| 2002 | 16 December                | Hindi   |                                                       |
| 2001 | Mitr, My Friend            | English | (Background Score only)                               |
| 2001 | Hum Ho Gaye Aap Ke         | Hindi   | (Background Score Only)                               |
| 2001 | Dumm Dumm Dumm             | Tamil   |                                                       |
| 2001 | Ullam Kollai Poguthae      | Tamil   |                                                       |
| 2001 | Vaanchinathan              | Tamil   |                                                       |
| 2000 | Hoo Anthiya Ohoo Anthiya   | Kannada |                                                       |
| 2000 | Raju Chacha                | Hindi   | (Background Score only)                               |
| 1998 | Kadhala Kadhala            | Tamil   |                                                       |
| 1998 | Naam Iruvar Nammaku Iruvar | Tamil   |                                                       |
| 1997 | Ullaasam                   | Tamil   |                                                       |
| 1997 | Grahan                     | Hindi   | Winner, Filmfare RD Burman Award for New Music Talent |
| 1996 | Yenakku Oru Magan Pirappan | Tamil   |                                                       |
| 1996 | Alexandar                  | Tamil   |                                                       |
| 1996 | Manickam                   | Tamil   |                                                       |
| 1994 | Raasamagan                 | Tamil   | (Background Score only)                               |
| 1994 | Amaithi Padai              | Tamil   | (Background Score only)                               |
| 1993 | Aathma                     | Tamil   | One track                                             |
| 1993 | Sakkarai Thevan            | Tamil   | (Background Score only)                               |
| 1993 | Ponnumani                  | Tamil   | One track                                             |
| 1993 | Uzhaippali                 | Tamil   | (Background Score only)                               |
| 1992 | Pandiyan                   | Tamil   | One track                                             |

### Álbumes
| Año  | Película                    | Idioma | Notas        |
| ---- | --------------------------- | ------ | ------------ |
|      |                             |        |              |
| 2000 | Split Wide Open - Album     | Hindi  | One track    |
| 2000 | Kaathalai Gauravikkum Neram | Tamil  |              |
| 2000 | India Unlimited             | Hindi  |              |
| 2000 | Haule Haule                 | Hindi  | Three tracks |
| 1997 | Meri Jaan Hindustan         | Hindi  | One track    |

## Premios
- 1998:Filmfare RD Burman Award for New Music Talent - Grahan
- 2001: Cinema Express Award for Best Music Director - Dumm Dumm Dumm